# گلمی استول
گلمی استول (به صربی: Golemi stol) یک کوه در صربستان است که در Southern Serbia واقع شده‌است. گلمی استول ۱٬۲۳۸ متر بالاتر از سطح دریا واقع شده‌است.